# Cache Creek (district régional de Thompson-Nicola)
Pour les articles homonymes, voir Cache Creek.
Cache Creek est un cours d'eau traversant le district régional de Thompson-Nicola en Colombie Britannique au Canada.  C'est le dernier affluent gauche de la rivière Rivière Bonaparte juste avant la confluence de cette dernière avec la rivière Thompson.

## Histoire
Ce cours d'eau était dénommé originellement Rivière de la Cache par les trappeurs canadiens français. Ils y établissaient un campement et y cachaient leurs biens près de son embouchure. Le sentier de la brigade de la Pacific Fur Company, établi en 1811 entre Fort Okanogan sur le fleuve Columbia et Fort Kamloops, passait justement devant cet endroit, tout comme le sentier de la brigade de la Northwest Company, établi en 1813 entre Fort St. James et Fort Kamloops. Plus tard, la Compagnie de la Baie d'Hudson, suit aussi en 1826 un chemin entre la Nouvelle-Calédonie et Fort Vancouver passant par cet endroit.
On retrouve ce nom de Rivière de la Cache sur une carte de David Douglas établie en 1833 alors qu'il voyageait avec un groupe transportant une cargaison de bétail de Fort Okanogan à Fort Alexandria.
Le nom de Rivière de la Cache se retrouve aussi sur la carte de Black de 1835. À cette époque, le sentier principal de la brigade suivait la rivière North Thompson jusqu'à Little Fort, puis tournait vers l'ouest le long de la route du lac Bridge jusqu'au lac La Hache; le sentier a été modifié en 1842 pour devenir la route Kamloops Lake-Copper Creek-Loon Lake-Green Lake). En 1859, le commandant R.C. Mayne mentionnait avoir campé du côté de la Rivière de la Cache, un cours d'eau qui faisait confluence avec la rivière Bonaparte.
La carte de 1867 d'A.C. Anderson, montrant les explorations entre 1832 et 1851, porte aussi la mention "R. à la Cache". Il faut remarquer que ces cartes sont plus anciennes que les découvertes d'or de Cariboo et par conséquent auraient tendance à invalider les légendes plus romantiques sur une cache d'or volé,.
Le nom de Cache Creek est attribué officiellement depuis le 6 octobre 1936.

## Géographie
Situé dans la région intérieure de la Colombie Britannique, sa source jaillit depuis les collines boisées d'Arrowstone Hills au nord-est du village de Cache Creek à environ 1 680 mètres d'altitude. Il s'écoule vers le sud-est en pente douce sur environ 6 kilomètres puis à la fourche où il est rejoint par un autre ruisseau descends vers le sud sur environ 5 kilomètres avec une pente plus forte. Dans sa partie sud, le Cache Creek bifurque vers le Sud-ouest, débouche sur la rive gauche de la rivière Bonaparte au bout au bout de 20 kilomètres environ depuis sa source. Le Cache Creek arrive dans la vallée de Semlin au niveau du village de Cache Creek. Cette vallée effectue la jonction entre la vallée de la rivière Bonaparte et celle de la rivière Thompson.
Le Cache Creek est situé dans la région la plus sèche de la «ceinture sèche». Avec un climat estival chaud et sec et des hivers froids mais secs, et des précipitations annuelles de 22 à 30 cm seulement, ce cours peut être à sec au milieu de l'été.

### Affluents
- Lopez Creek. Situé sur la rive droite du cache Creek, il s'agit de son dernier affluent. Il prend source dans le Parc Arrowstone et rejoint 7 km plus bas le Cache Creek dans le village du même nom.
- Arrowstone Creek. Cours d'eau situé sur la rive droite du Cache Creek et dont la source jaillit du Parc Arrowstone. Au bout de 11 km environ, il s'écoule vers le sud jusqu'au Cache Creek (coordonnées du confluent 50°50'06"Nord, 121°14'23"Ouest)[2].